# Caldwell megye (Észak-Karolina)
Caldwell megye az Amerikai Egyesült Államokban, azon belül Észak-Karolina államban található. Megyeszékhelye és legnagyobb városa Lenoir. Lakosainak száma 80 652 fő (2020. április 1.). Caldwell megye Watauga, Wilkes, Alexander, Catawba, Burke és Avery megyékkel határos.

## Népesség
A megye népességének változása:
| Lakosok száma | 83 005 | 82 289 | 81 954 | 81 990 | 81 287 | 80 652 |
|               | 2010   | 2011   | 2012   | 2013   | 2015   | 2020   |